# Pappogeomys bulleri
La tuza de Jalisco (Pappogeomys bulleri) es un roedor de la familia de los geómidos endémico del occidente de México.
Sus medidas aproximadas son 21 cm (longitud total), 6 cm (longitud de la cola), 3 cm (longitud de la pata) y 5 cm (longitud de la oreja). Es una especie de pelaje gris (aunque hay ejemplares melánicos) en las partes superiores, y dependiendo de la especie, negro, pardo o rojizo en la región ventral. La cola es totalmente desnuda, lo mismo que el cojinete de la nariz y parcialmente el vientre. La patas están muy desarrolladas.
Habita en suelos de las selvas caducifolias del sur de Nayarit, occidente de Jalisco y Colima. Se han identificado 8 subespecies.